# Cláudio Buarque Benchimol
Cláudio Buarque Benchimol (Rio de Janeiro, 29 de outubro de 1947) é um médico brasileiro.
Foi eleito membro da Academia Nacional de Medicina em 1997, ocupando a Cadeira 14, que tem como patrono Francisco de Castro.